# ㅍ
Pieup (litera: ㅍ, kor. 피읖) – spółgłoska dwuwargowa należąca do grupy pisma hangul, do oznaczenia spółgłoski zwarto dwuwargowo bezdźwięcznej [pʰ]. Według transkrypcji McCune’a-Reischauera spółgłoska brzmi "p’".
Jak podaje Koreańska Zasada Pisowni (Hunminjeongeum) ㅂ jest trzynastą literą alfabetu koreańskiego. Służy ona do zapisu napowietrzonego, zwartego dźwięku wargowego w języku koreańskim, który powstaje poprzez zablokowanie nozdrzy języczkiem, zamknięcie ust górną i dolną wargą, a następnie energiczne wydychanie powietrza bez wibracji strun głosowych.
Dźwięk spółgłoski brzmi podobnie jak "p" w angielskim słowie "pillar" lub "p" z przydechem.

## Pismo

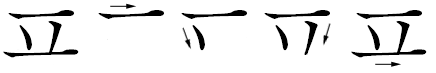
Kolejność stawiania kresek

## Historia
Nazwa litery po raz pierwszy została podana w 1527 w tekście Hunmongjahoe. Wtedy nazywała się "ㅍ 皮". W 1909 Narodowy Instytut Badań Literatury Koreańskiej ustalił, że litera powinna nazywać się "피읖". Koreańskie Towarzystwo Językowe ustaliło w 1933 roku, że nazwa litery brzmi "피읖" i tak pozostało do dziś.
Podczas tworzenia Hunminjeongeum stwierdzono, że dźwięk "ㅍ" jest głośniejszy niż dźwięk ㅂ, więc dodano kręske do znaku "ㅂ", aby utworzyć ㅍ.
W momencie powstania Hunminjeongeum spółgłoska ㅍ była jedenastą w alfabecie, a od 1737 roku trzynastą i tak pozostało do dziś.